# Endecous itatibensis
Endecous itatibensis är en insektsart som beskrevs av Rehn, J.A.G. 1918. Endecous itatibensis ingår i släktet Endecous och familjen syrsor. Inga underarter finns listade i Catalogue of Life.